# Thallwitz

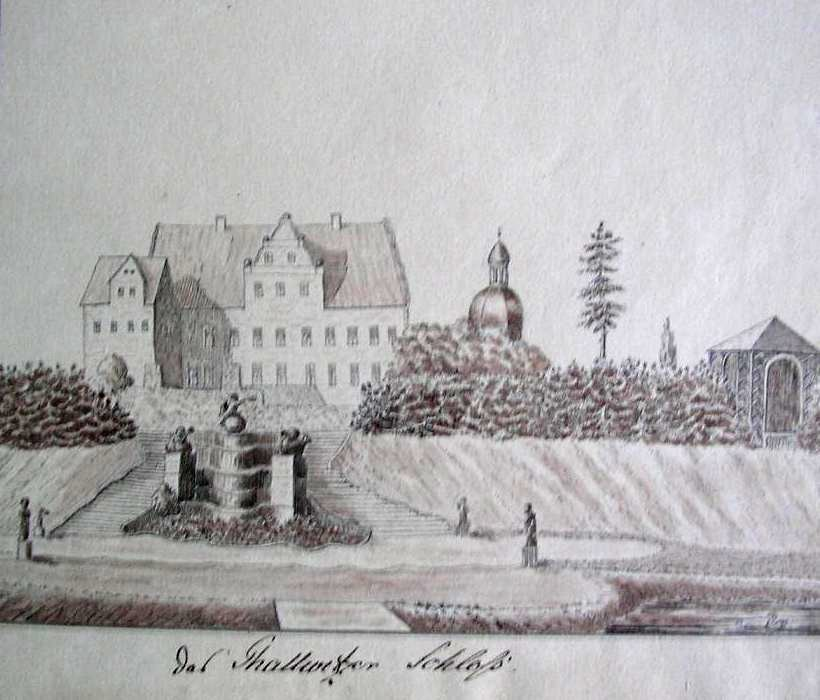
Castelul Thallwitz în sec. al XIX-lea

Thallwitz este o comună din landul Saxonia, Germania. Se află la o altitudine de 110 m deasupra nivelului mării. Are o suprafață de 53,1 km². Populația este de 3.545 locuitori, determinată în 30 septembrie 2019, prin actualizare statistică[*].